# Volkswagen Arena
Volkswagen Arena este un stadion multi-uz din Wolfsburg, Germania. Aici joacă meciurile de acasă campioana Bundesliga din sezonul 2008-09, VfL Wolfsburg.

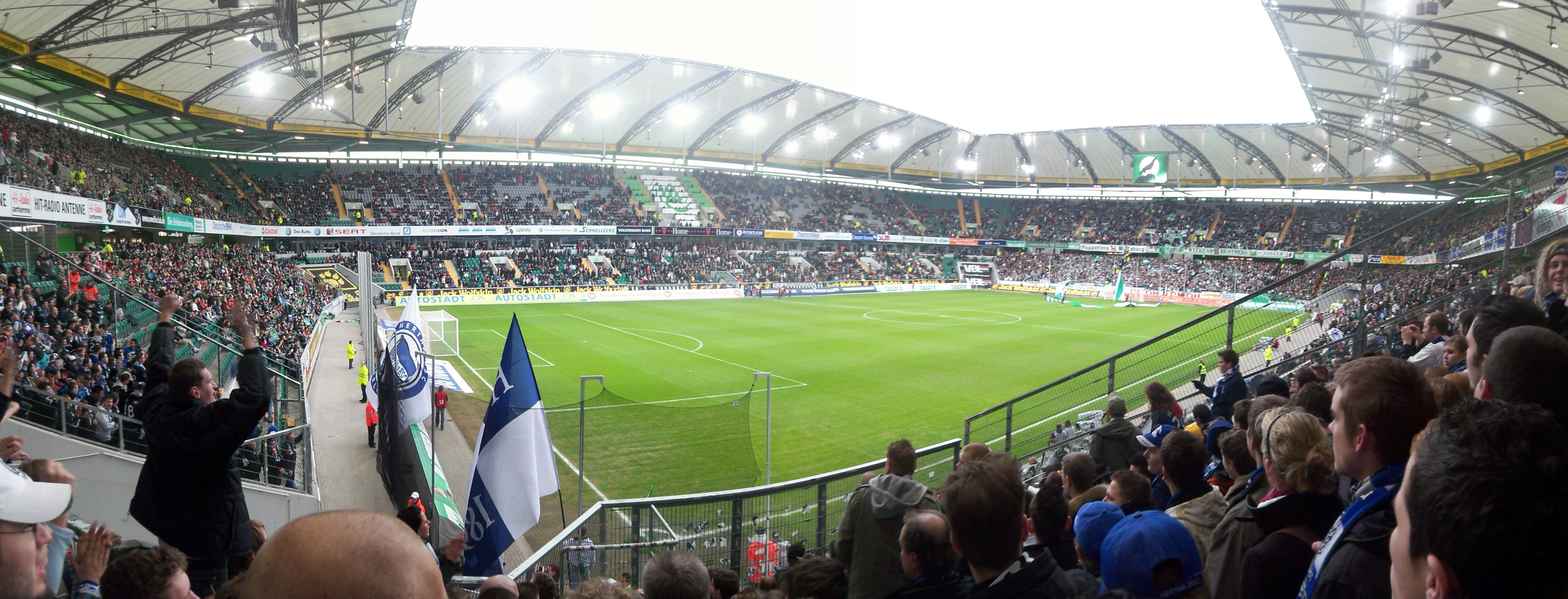
Vedere panoramică.